# Trochosa bannaensis
Trochosa bannaensis är en spindelart som beskrevs av Yin och Chen 1995. Trochosa bannaensis ingår i släktet Trochosa och familjen vargspindlar. Inga underarter finns listade i Catalogue of Life.